# Blossom (Texas)
Blossom je město v okrese Lamar County ve státě Texas ve Spojených státech amerických. V roce 2000 zde žilo 1 439 obyvatel. S celkovou rozlohou 6,6 km² byla hustota zalidnění 221,3 obyvatel na km².